# Conus cepasi
El Conus cepasi es una especie de caracol de mar, un molusco gasterópodo marino en la familia Conidae, los caracoles cono y sus aliados.
Estos caracoles son depredadores y venenosos. Son capaces de «picar» a los seres humanos y seres vivos, por lo que debe ser manipulado con cuidado o no hacerlo en absoluto.

## Distribución
Esta especie es endémica de Angola, África.

## BIbliografía
- Bouchet, P. 1996. Conus cepasi. 2006 IUCN Red List of Threatened Species.  Descargado el 6 de agosto de 2007.
- Filmer R. M. (2001). A Catalogue of Nomenclature and Taxonomy in the Living Conidae 1758 - 1998. Backhuys Publishers, Leiden. 388pp.
- Tucker J. K. (2009). Recent cone species database. September 4th 2009 Edition